# Valentina Guninová
Valentina Guninová, rusky Валентина Евгеньевна Гунина, Valentina Jevgeněvna Gunina (* 4. února 1989 Murmansk) je ruská šachová velmistryně. Šachové nadání projevovala již v dětství: roku 2000 se stala mistryní Evropy v kategorii do 12 let, roku 2003 mistryní světa v kategorii do 14 let, roku 2004 mistryní Evropy v kategorii do 16 let a roku 2007 mistryní světa v kategorii do 18 let. Roku 2011 se poprvé stala mistryní Ruska žen, což poté dvakrát zopakovala (2013 a 2014). Roku byla poprvé 2012 mistryní Evropy žen, toto vítězství zopakovala v letech 2014 a 2018. Roku 2012 byla mistryní světa žen v bleskovém šachu. Titul mezinárodního mistra získala Valentina Guninová roku 2011 a titul mezinárodního velmistra roku 2013. Od roku 2009 je členkou ženského reprezentačního družstva Ruské federace. Účastní se také nejvyšších soutěží družstev v Rusku, Německu a Číně.
V listopadu 2021 se v Rize umístila na 26. místě na švýcarském turnaji FIDE Grand Women's.
V březnu 2022, po zahájení ruské invaze na Ukrajinu, podepsala stejně jako dalších více než 40 předních ruských šachistů otevřený dopis ruskému prezidentovi Vladimiru Putinovi. Podepsaní šachisté ho v něm žádají o okamžité příměří a mírové řešení diplomatickou cestou. Situaci označili za „katastrofu“ a vyjádřili solidaritu s Ukrajinci.